# Powis Castle

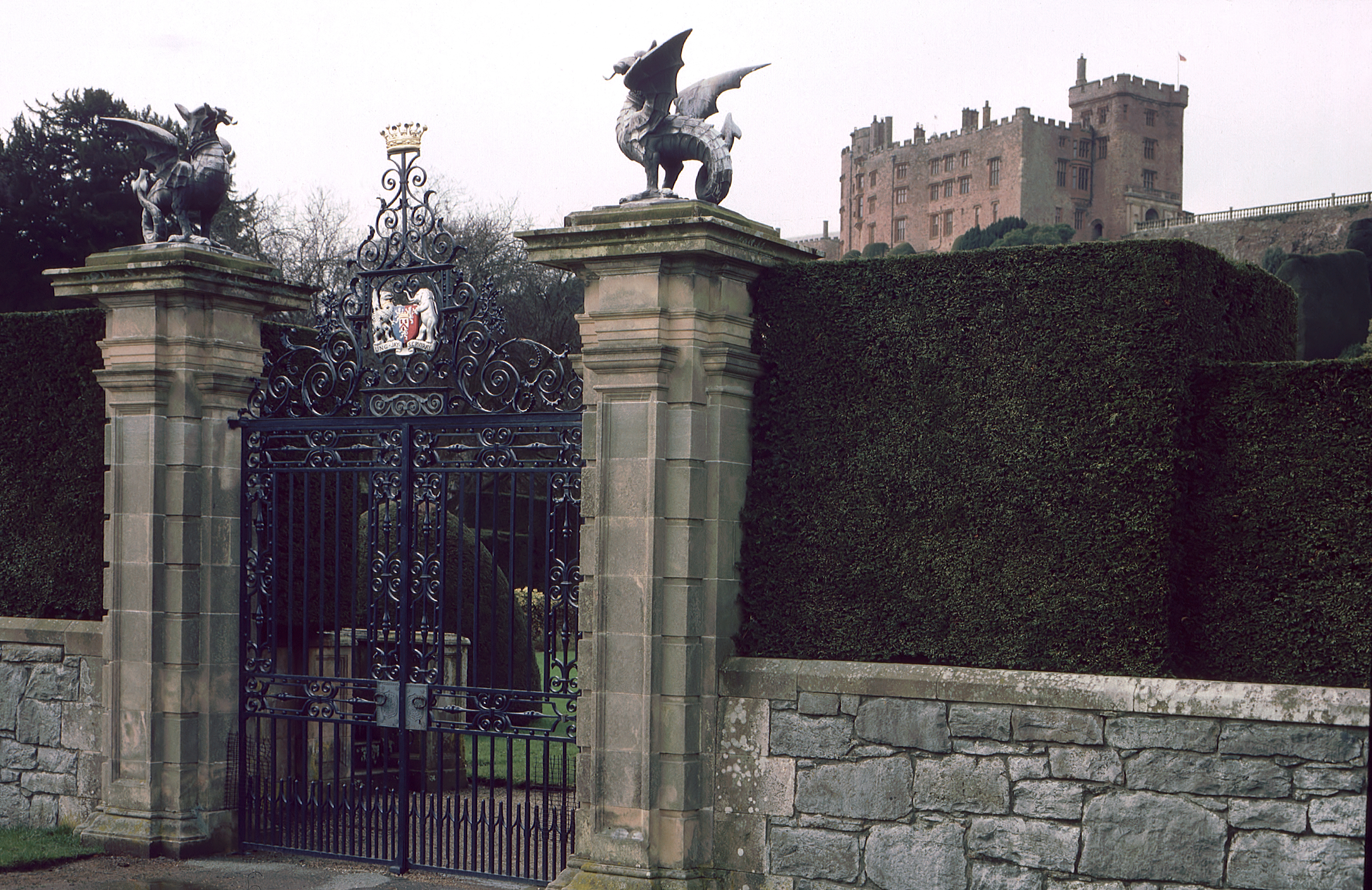
Die Gärten von Powis Castle

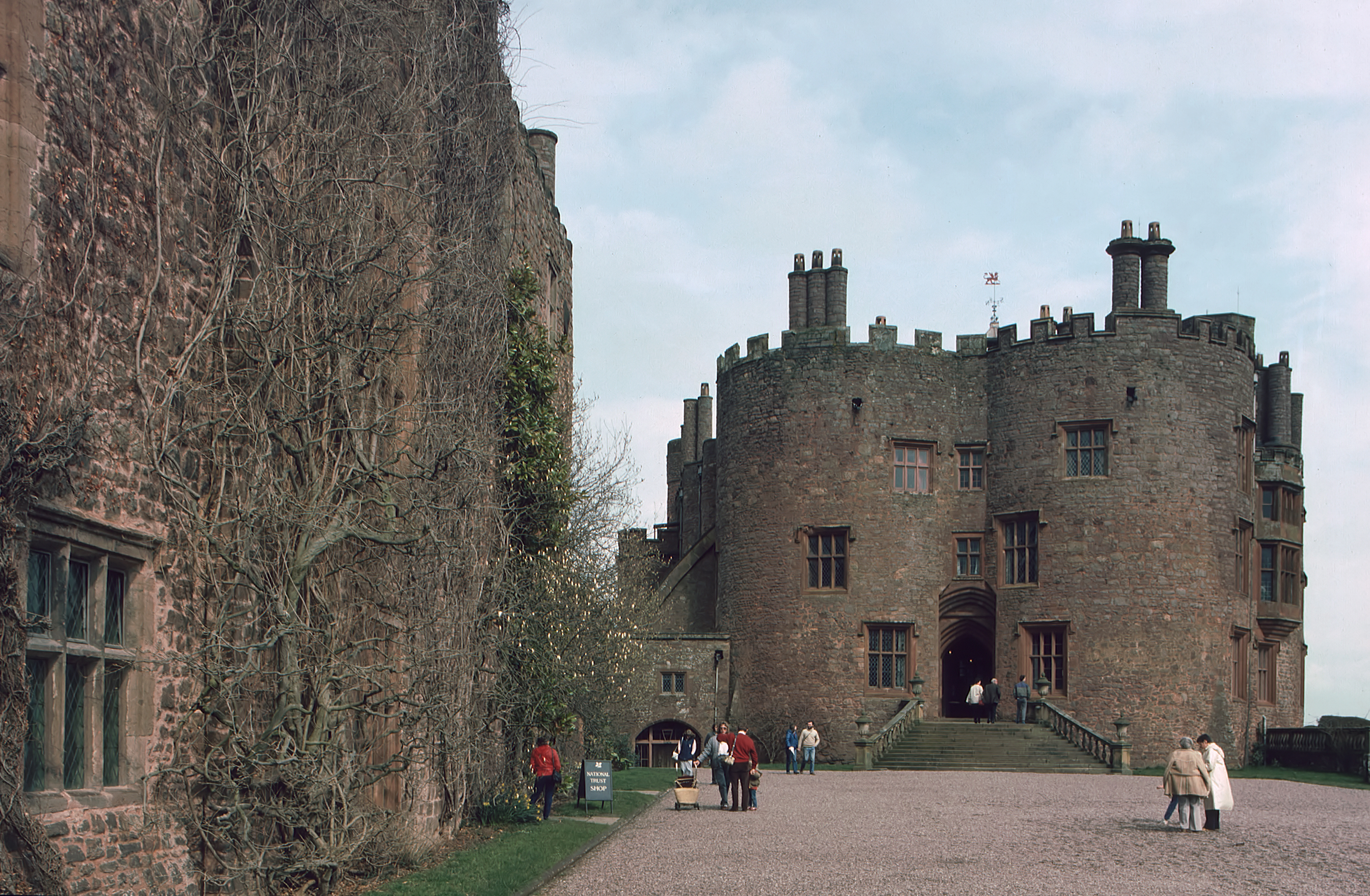
Eingang von Powis Castle

Powis Castle (walisisch: Castell Powys) liegt auf einem Hügel westlich des Flusses Severn nahe der Stadt Welshpool in der walisischen Grafschaft Powys. Dieses mittelalterliche Schloss ist seit 1952 im Besitz des National Trust. Es ist eines der am besten erhaltenen in Wales und bekannt für seine barocken Gärten.

## Geschichte
Die frühe Geschichte des Bauwerkes liegt zwar im Dunkeln, sicher ist aber, dass die Burg bis zur Mitte des 13. Jahrhunderts bei den Grenzstreitigkeiten zwischen Walisern und Engländern mehrfach den Besitzer wechselte. Einst gehörte sie einer Dynastie walisischer Fürsten. Ihr letzter Vertreter, Owain ap Gruffydd ap Gwenwynwyn, verzichtete 1286 auf den Titel und nannte sich fortan Baron de la Pole. Die Familie hatte dem englischen König Eduard I. Loyalität geschworen. Der Schutz, den sie dadurch genoss, machte es möglich, die Burg ohne größere Unterbrechung zu bewohnen.
1587 wurde die Burg von Sir Eduard Herbert gekauft; er war der Vater des Poeten George Herbert und des Philosophen Edward Herbert. Unter ihm begann aus der Feste ein Wohnschloss mit einer langen elisabethanischen Galerie zu werden. Obwohl die Burg 1644 im Englischen Bürgerkrieg in die Hände eines Trupps Puritaner fiel, wurde sie auf Befehl Cromwells nicht geschleift, weil sich Herbert auf die Seite der Parlamentstruppen geschlagen hatte. Als den Herberts nach der Restauration der Stuarts 1667 der Familienbesitz zurückgegeben worden war, begann William Herbert, 3. Baron Powis, mit dem Ausbau der Staatsgemächer. Außerdem wurde am Südhang ein Park im französischen Stil angelegt.
1784 verheiratete sich die Tochter des letzten Barons Powis mit Edward Clive, Gouverneur von Madras und Sohn von Robert Clive, 1. Baron Clive. Er nahm mit Erlaubnis der Krone den Namen Herbert an und wurde 1804 zum Earl of Powis erhoben.

## Bauwerk und Interieur

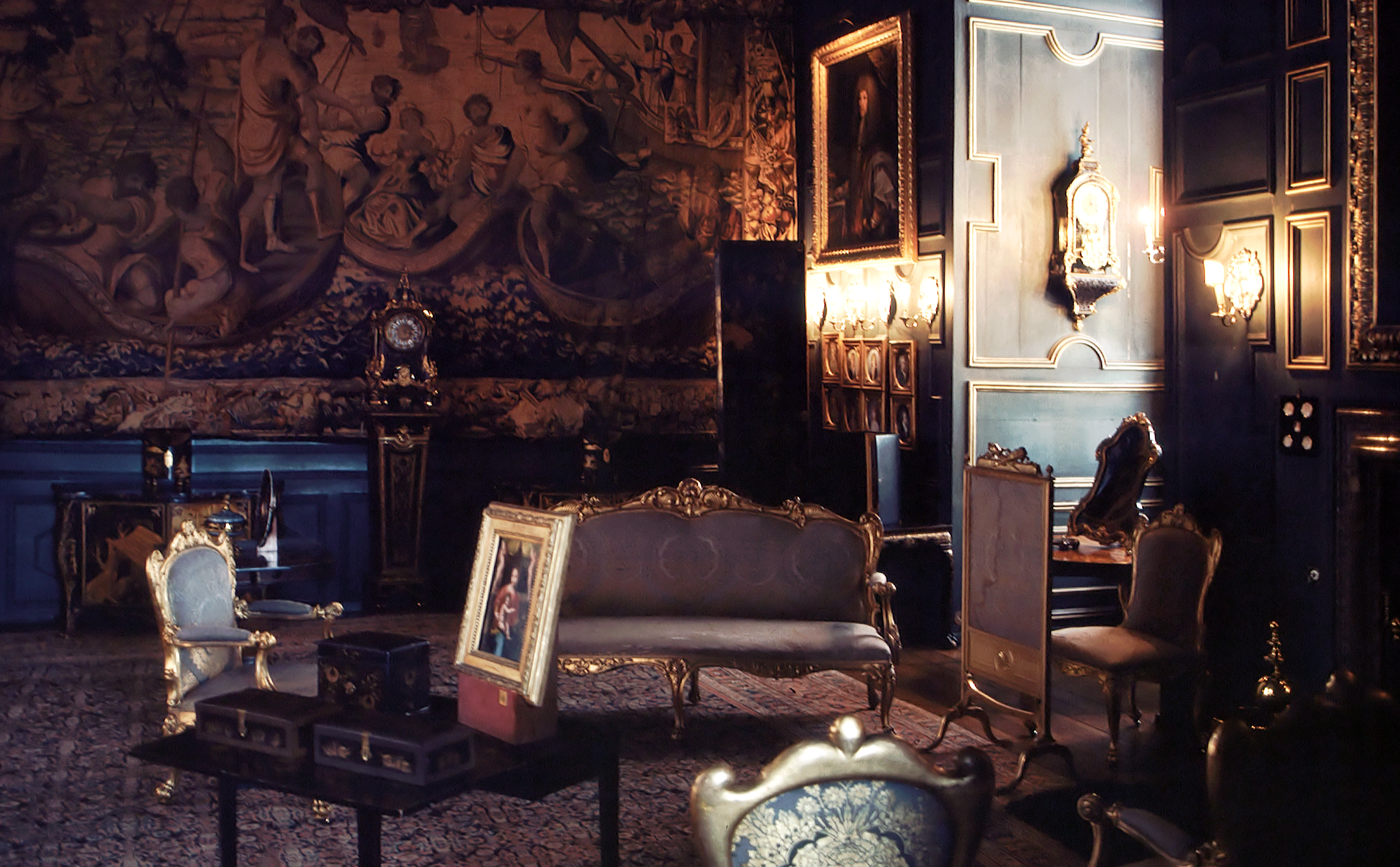
Interieur des Schlosses

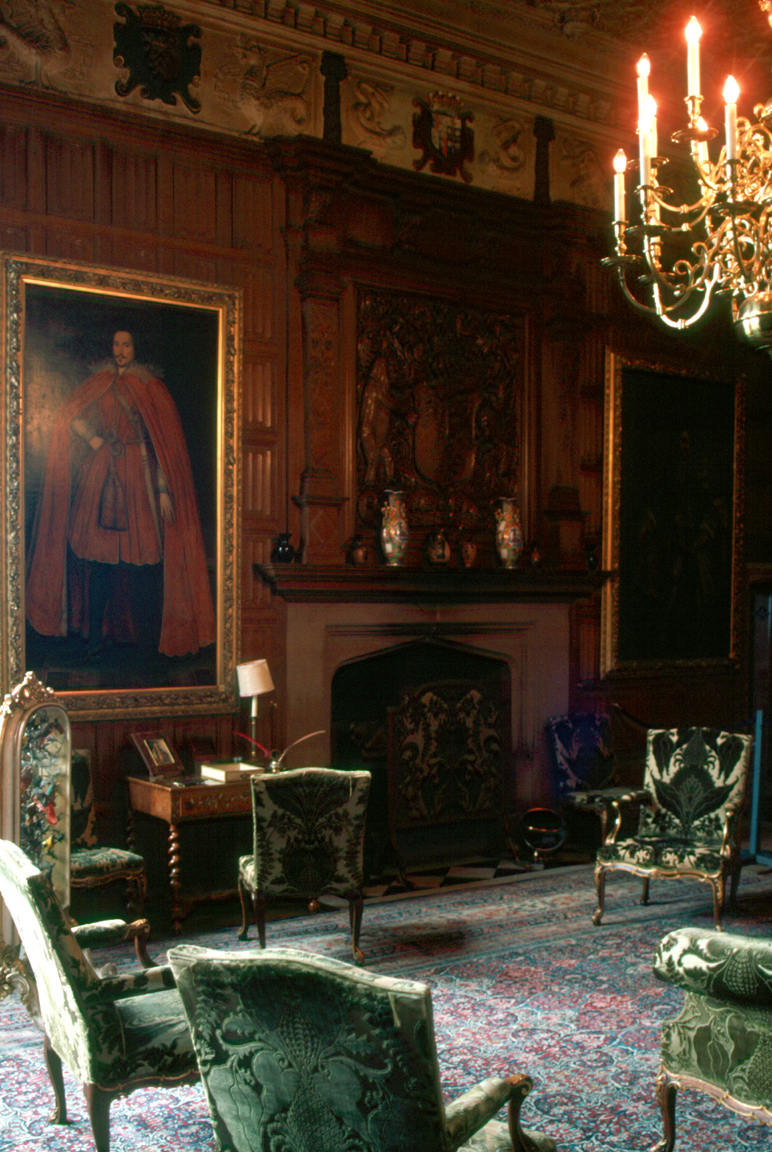
Interieur des Schlosses

Die Burg steht auf einem steilen Felsvorsprung; der älteste Teil ist wahrscheinlich der rechteckige Bergfried am nördlichen Ende. 
Die ständige Nutzung hat die überwiegend wohnliche Einrichtung der Räume zur Folge. Viele Zimmer, einschließlich des großen Esszimmers und des Wohnzimmers, sind getäfelt; so auch die lange Galerie aus den 1590er Jahren. Die Staatsgemächer wurden vom überzeugten Royalisten Herbert mit Monogrammen der Stuarts geschmückt. Das Blaue Wohnzimmer kam später hinzu, und die große Holztreppe stammt aus dem 17. Jahrhundert.
Zu den Zimmern, die im 18. Jahrhundert hinzugefügt wurden, gehören Unterkünfte für die Bediensteten und ein Ballsaal. Der Saal dient heute als Clive Museum. Es zeigt eine Ausstellung von Artefakten, die von Robert Clive während seiner Kampagnen in Indien gesammelt worden waren; dazu gehören indische Schwerter, Juwelen und Gemälde sowie eine Rekonstruktion des Interieurs des Zeltes eines Sultans.

## Gärten
Schaustück der Burg sind die auf der südöstlichen Seite um 1660 im italienischen Stil angelegten Terrassen, belebt von Steinbalustraden, stattlichen Vasen und Bleistatuen. Auf der obersten Terrasse steht eine lange Reihe von Eiben, während sich weiter unten eine Orangerie befindet. Am äußersten östlichen Ende trennt eine Eibenhecke den angrenzenden Küchengartenteil ab. Am Fuß der Terrassen war im 17. Jahrhundert ein barocker Garten angelegt; heute breitet sich dort der Great Lawn aus. Jenseits dieser Rasenfläche befindet sich auf einem einst als „wilderness“ gestalteten Areal ein Waldgarten en miniature.